# 磊广路

濠江区综合交通规划图 2007-2020

磊广路是广东省道S337（广葵线）的一部分，是达濠岛的公路交通干线，位于濠江东岸，与濠江基本平行。在磊口接广汕公路（ 228国道、 324国道）磊口段，往东南至埭头汕头党校处接广达大道和东湖西路，形成T字路口。往南接广达大道直达广澳港，全长13.6公里。经过濠城段也称为府前路。濠江区政府位于府前路4号。

## 相衔接的公路
由西北往东南依次为：

- 324国道
- 深汕高速公路达濠路口
- 达南路
- 濠洲路
- 广达大道
- 东湖西路

交叉路口
- 在磊口与324国道形成T字路口
- 在达濠路口与深汕高速公路衔接
- 在达濠华侨医院前与达南路形成T字路口

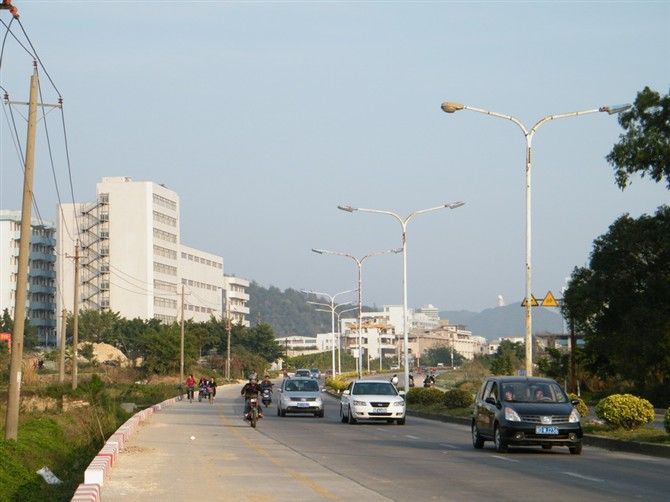
达濠路口段磊广路

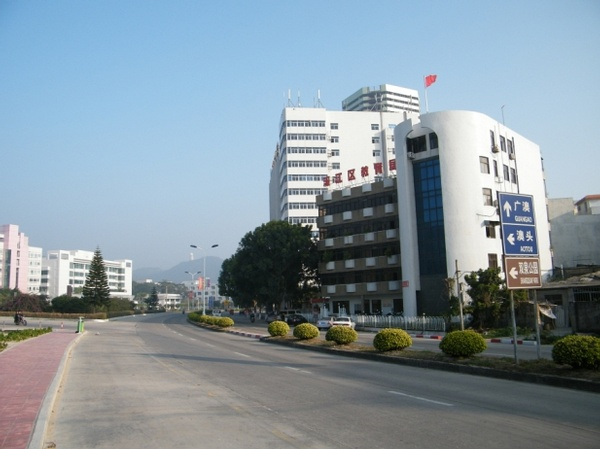
濠城教育局段磊广路

- 在埭头汕头党校与广达大道和东湖西路形成T字路口

## 途经的重要地点
- 磊口村
- 松山村、松山火力发电厂
- 三联工业区
- 珠浦
- 巨峰寺
- 深汕高速公路达濠路口
- 金中南校
- 葛园（葛朱、葛陈）
- 茂洲
- 西墩
- 濠城
- 青云岩
- 青洲
- 埭头村
- 汕头党校

## 公交路线
8路
16路
34路
35路
36路